# Joanna Pettet
Joanna Pettet (nascida  Joanna Jane Salmon; Londres, 16 de novembro de 1942) é uma atriz britânica.
Seu pai, Harold Nigel Edgerton Salmon, um piloto da RAF, foi morto em combate durante a II Guerra Mundial e ela mudou-se com a mãe para o Canadá, onde depois foi adotada pelo padrasto e assumiu o sobrenome dele, Pettet. Começou fazendo pequenos papéis em peças na Broadway até ser descoberta pelo diretor Sidney Lumet em 1966 com quem fez o filme The Group ao lado de outras atrizes iniciantes como Candice Bergen e Jessica Walter. Entre seus filmes mais populares na década de 60 estão A Noite dos Generais, drama de guerra de Anatole Litvak e a comédia paródia de James Bond 007 contra o Cassino Royale, onde viveu Mata Bond, filha de 007 com Mata Hari.
Casou-se em 1968 com o ator Alex Cord com quem tem um filho e divorciou-se em 1989; desde então não mais se casou. Em 8 de agosto de 1969 almoçou na casa da amiga Sharon Tate que seria assassinada pela Família Manson naquela mesma noite. Sua carreira nas décadas seguinte não teve grande expressão.  Passou a trabalhar na televisão, participando de A Ilha da Fantasia, O Barco do Amor e outros seriados nos anos 70 e 80. Em 1990 ela retirou-se da dramaturgia. A morte de seu filho com Cord, Damien, aos 26 anos em 1995, a fez retirar-se de vez de Hollywood, indo viver numa área remota da Califórnia e  depois em Londres, onde foi a companhia do ator Alan Bates até a morte dele em 2003 de câncer do pâncreas.